# Nanette Fabray

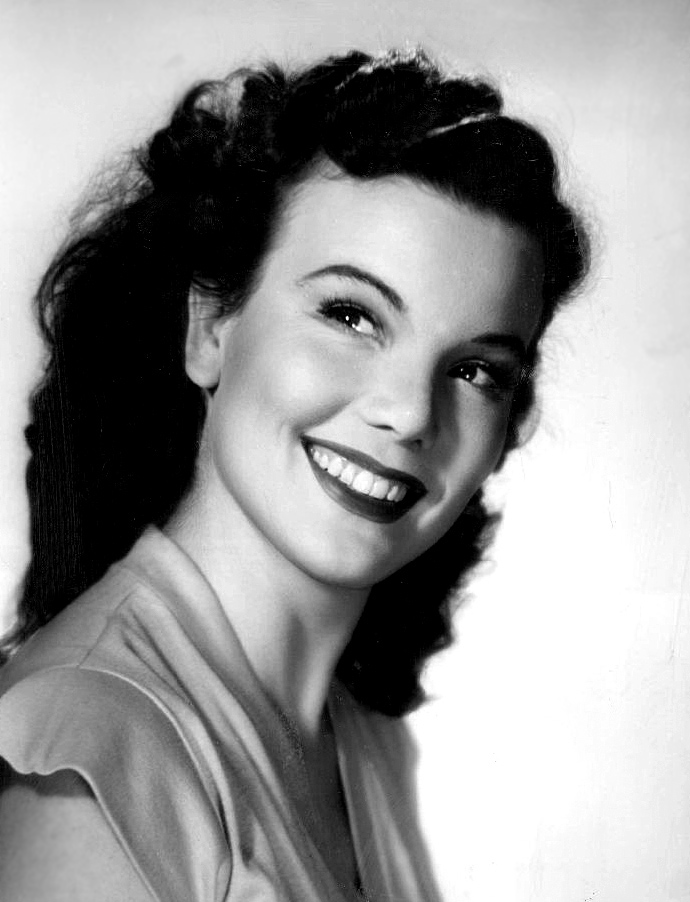
Nanette Fabray el 1950.

Nanette Fabray (nascuda Ruby Bernadette Nanette Theresa Fabares; 27 d'octubre de 1920 - 22 de febrer de 2018) va ser una actriu, cantant i ballarina estatunidenca. Va començar la seva carrera actuant al vodevil quan era petita i es va convertir en actriu de teatre musical durant les dècades de 1940 i 1950, aclamada pel seu paper a High Button Shoes (1947) i guanyant un premi Tony el 1949 per la seva actuació a Love Life. A mitjans de la dècada de 1950, va ser la companya còmica de Sid Caesar a Caesar's Hour, pel qual va guanyar tres premis Emmy, a més d'aparèixer amb Fred Astaire a la pel·lícula The Band Wagon. De 1979 a 1984, va interpretar a Katherine Romano, la mare del personatge principal Ann Romano, a la sèrie de televisió One Day at a Time. També va aparèixer com la mare de Christine Armstrong (interpretada per la seva neboda Shelley Fabares) a la sèrie de televisió "Coach."
Fabray va superar una discapacitat auditiva important i va ser un defensora durant molt de temps dels drets de les persones sordes i amb discapacitat auditiva. Els seus honors per representar els discapacitats inclouen el Premi al Servei Distingit del President i el Premi Humanitari Eleanor Roosevelt.

## Biografia
Fabray va néixer Ruby Bernadette Nanette Theresa Fabares el 27 d'octubre de 1920 a San Diego, fill de Lily Agnes (McGovern), una mestressa de casa, i Raoul Bernard Fabares, conductor de tren. Va utilitzar un dels seus segons noms, Nanette, com a primer nom en honor d'una estimada tia de San Diego, el nom de la qual també era Nanette. Al llarg de la vida, sovint va rebre el sobrenom de Nan i, en menor mesura, els amics o familiars propers, de vegades Nanny-goat. La seva família residia a Los Angeles, i la mare de Fabray va ser fonamental perquè la seva filla s'impliqués en el negoci de l'espectacle quan era petita. De jove, va estudiar dansa i claqué amb, entre d'altres, Bill "Bojangles" Robinson. Va fer el seu debut professional com a "Miss Cap d'Any 1923" Million Dollar Theatre als tres anys. Va passar gran part de la seva infància apareixent en produccions de vodevil com a ballarina i cantant sota el nom de "Baby Nan". Va aparèixer amb estrelles com Ben Turpin. Criada pel que ara probablement es coneixeria com una mare d'escenari, la mateixa Fabray no estava gaire interessada en el negoci de l'espectacle fins més tard, i mai va creure a empènyer els nens a actuar a una edat primerenca, sinó que desitjava que poguessin viure la seva vida a la infància en lloc d'haver de fer front a les preocupacions dels adults a una edat jove. La seva formació primerenca en dansa, però, la va portar a considerar-se sempre una ballarina de claqué abans que res. Contràriament a la desinformació popular d'un rumor etern, mai va ser una convidada habitual o recurrent de la sèrie Our Gang; ella, però, va aparèixer com a extra una vegada, convidada entre molts altres nens en una escena de festa.
Els pares de Fabray es van divorciar quan ella tenia nou anys, però van continuar vivint junts per motius econòmics. Durant la Gran Depressió, la seva mare va convertir la seva casa en una pensió, que Fabray i els seus germans van ajudar a gestionar, la feina principal de Nanette era planxar la roba. En els seus primers anys d'adolescència, Fabray va assistir a la Max Reinhardt School of the Theatre amb una beca. Després va assistir a la Hollywood High School, participant en el programa de teatre amb un professor favorit, on es va graduar el 1939. Va vèncer al seu company de classe Alexis Smith pel protagonisme a l'obra de teatre de l'escola del seu últim any. Fabray va entrar a Los Angeles Junior College la tardor de 1939, però no ho va fer bé i es va retirar uns mesos després. Sempre havia tingut dificultats a l'escola a causa d'una discapacitat auditiva no diagnosticada, que dificultava l'aprenentatge. Finalment, se li va diagnosticar una pèrdua auditiva conductora (a causa d'una otoesclerosi congènita i progressiva) als vint anys després que un professor d'actuació la va animar a fer-se una prova d'audició. Fabray va dir de l'experiència: "Va ser una revelació per a mi. Tots aquests anys m'havia pensat que era estúpida, però en realitat, només tenia un problema d'audició". Fabray va donar moltes entrevistes al llarg dels anys i gran part de la informació que es coneix sobre ella es va revelar en aquestes converses. El 2004, va ser entrevistada. per a la posteritat en la història oral "Arxius de la televisió nord-americana" com a llegenda dels Emmy TV.

## Carrera

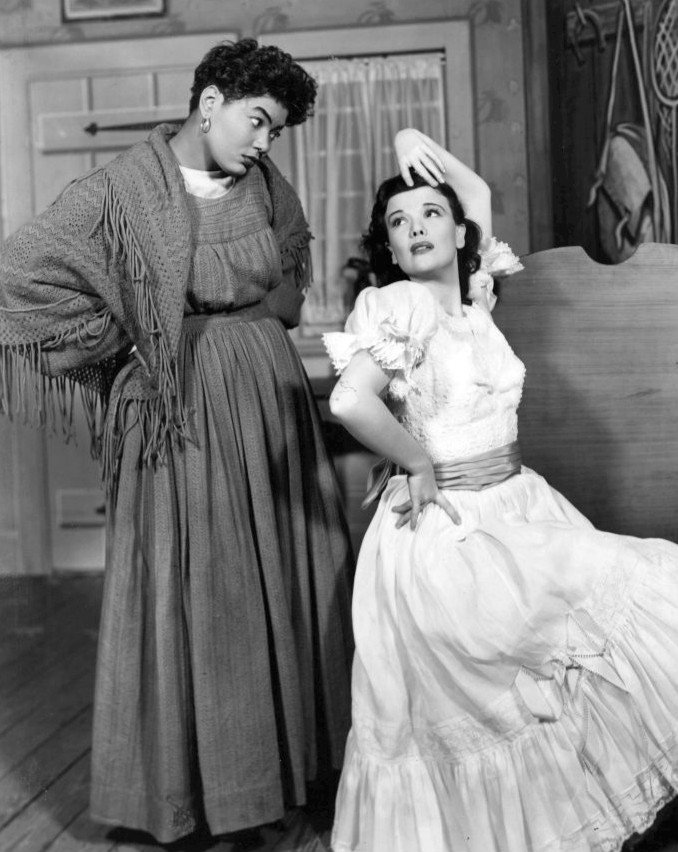
Pearl Bailey i Nanette Fabray al musical de Broadway Arms and the Girl (1950)

### Teatre
Als 19 anys, Fabray va fer el seu debut al llargmetratge com una de les dames de companyia de Bette Davis a The Private Lives of Elizabeth and Essex (1939). Va aparèixer en dues pel·lícules addicionals aquell any per a Warner Bros., The Monroe Doctrine (curt) i A Child Is Born, però no va signar un contracte d'estudi a llarg termini. Després va aparèixer a la producció escènica Meet the People a Los Angeles el 1940, que després va fer una gira pels Estats Units el 1940-1941. A l'espectacle, va cantar l'ària d'òpera "Caro nome" del Rigoletto de Giuseppe Verdi mentre ballava claqué. Durant l'espectacle a Nova York, Fabray va ser convidat a interpretar el número "Caro nome" per a beneficència al Madison Square Garden amb Eleanor Roosevelt com a ponent principal. Ed Sullivan va ser el mestre de cerimònies de l'esdeveniment i el famós amfitrió, llegint una targeta de referència, va pronunciar malament el seu nom com "Nanette Fa-bare-ass". Després d'aquest vergonyós faux pas, l'actriu va canviar immediatament legalment l'ortografia del seu nom de Fabares per tal que coincidís el més possible amb la pronunciació adequada: Fabray.
Artur Rodziński, director de la Filharmònica de Nova York, va veure l'actuació de Fabray a Meet the People i es va oferir a patrocinar la formació vocal operística per a ella a la Juilliard School. Va estudiar òpera a Juilliard amb Lucia Dunham durant la segona meitat de 1941 mentre actuava al seu primer musical de Broadway, Let's Face It! de Cole Porter, amb Danny Kaye i Eve Arden. Va decidir que estudiar durant el dia i actuar a la nit era massa per a ella i va treure de la seva activa vida social nocturna que tant li agradava, i que preferia actuar al teatre musical que a l'òpera; així es va retirar de l'escola després d'uns cinc mesos. Es va convertir en una actriu de teatre musical d'èxit a Nova York durant la dècada de 1940 i principis de la dècada de 1950, protagonitzant produccions com By Jupiter (1942), My Dear Public (1943), Jackpot (1944), Bloomer Girl (1946), High Button Shoes (1947), Arms and the Girl (1950), i Make a Wish (1951). El 1949, va guanyar el premi Tony a la millor actriu en un musical per la seva interpretació de Susan Cooper al musical de Kurt Weill/Alan Jay Lerner Love Life. Va rebre una nominació al Tony pel seu paper de Nell Henderson a Mr. President el 1963, després d'una absència d'11 anys dels escenaris de Nova York. Fabray va continuar de gira en musicals durant molts anys, apareixent en espectacles com Wonderful Town i No, No, Nanette.

### Televisió i cinema
A mitjans de la dècada de 1940, Fabray va treballar regularment per a la NBC en una varietat de programes a l'àrea de Los Angeles. A finals de la dècada del 1940 i principis de la de 1950 va fer les seves primeres aparicions d'alt perfil a la televisió nacional actuant en diversos programes de varietats com The Ed Sullivan Show, Texaco Star Theatre i The Arthur Murray Party.
També va aparèixer a Your Show of Shows com a estrella convidada al costat de Sid Caesar. Va aparèixer com a habitual a Caesar's Hour de 1954 a 1956, guanyant tres Emmys. Fabray va abandonar el programa després d'un malentès quan el seu gerent de negocis, sense que ella ho sabés, va fer demandes irraonables pel seu contracte de tercera temporada. Fabray i Caesar no es van reconciliar fins anys més tard.
L'any 1961, Fabray va protagonitzar 26 episodis de Westinghouse Playhouse, una comèdia de situació de mitja hora que també es coneixia com The Nanette Fabray Show o Yes, Yes Nanette. El personatge es basava principalment en ella mateixa i en la seva pròpia vida com a parella acabada de casar amb el seu marit i els seus nous fillastres.
Fabray va aparèixer com la mare del personatge principal en diverses sèries de televisió com One Day at a Time, The Mary Tyler Moore Show, i Coach, on va interpretar la mare de la seva neboda a la vida real Shelley Fabares. Com la seva tia, Shelley Fabares també va aparèixer a One Day at a Time.
Fabray va fer 13 aparicions com a convidada a The Carol Burnett Show. Va actuar en diversos episodis de One Day at a Time, The Mary Tyler Moore Show, i Coach, així com múltiples aparicions a The Dean Martin Show, The Hollywood Palace, Perry Como's Kraft Music Hall, i The Andy Williams Show. Va ser panelista de 230 episodis del programa de jocs de llarga durada The Hollywood Squares, així com una convidada misteriosa a What's My Line? i més tard un panelista a Match Game el 1973. Altres aparicions recurrents en programes de jocs de Fabray van incloure la participació a Password, I’ve Got a Secret, He Said, She Said, i Celebrity Bowling. També va aparèixer als programes de jocs Stump the Stars, Let's Make a Deal, All Star Secrets, i una sèrie de televisió per a famílies "All Star special" de Family Feud amb altres membres del repartiment de One Day at a Time.
Va aparèixer en papers com a protagonista convidada a on Burke's Law, Love, American Style, Maude, The Love Boat, i Murder, She Wrote. Al programa de la PBS Pioneers of Television: Sitcoms, Mary Tyler Moore va acreditar a Fabray per inspirar la seva tècnica de plorar còmica.
El 1953, Fabray va interpretar el seu paper més conegut com a dramaturga semblant a Betty Comden al musical de la Metro-Goldwyn-Mayer musical The Band Wagon amb Fred Astaire i Jack Buchanan.. La pel·lícula en una escena va comptar amb Fabray, Astaire i Buchanan interpretant el clàssic musical còmic "Triplets", que també es va incloure a That's Entertainment, Part II. Els crèdits cinematogràfics addicionals de Fabray inclouen include The Happy Ending (1969), Harper Valley PTA (1978), and Amy (1981)
El darrer treball de Fabray va ser l'any 2007, quan va aparèixer a The Damsel Dialogues, una revista original del compositor Dick DeBenedictis, amb direcció/coreografia de Miriam Nelson. L'espectacle, que es va representar al Whitefire Theatre de Sherman Oaks, Califòrnia, es va centrar en els problemes de les dones amb la vida, l'amor, la pèrdua i el lloc de treball.

## Vida personal
El primer marit de Fabray, David Tebet, estava en màrqueting televisiu i talent, i més tard es va convertir en vicepresident de NBC. Segons Fabray, el seu matrimoni va acabar en divorci en part a causa de la seva depressió, ansietat i inseguretats que van empitjorar la seva pèrdua auditiva. El seu segon marit va ser el guionista Ranald MacDougall, els crèdits del qual inclouen Mildred Pierce i Cleopatra i que, a principis dels anys setanta, va exercir com a president del Writers Guild of America. La parella va estar casada des del 1957 fins a la seva mort el 1973. Van tenir un fill junts: Jamie MacDougall.
Era resident a Pacific Palisades, Califòrnia, i era tia de la cantant i actriu Shelley Fabares. El casament de la seva neboda el 1984 amb l'actor de M*A*S*H Mike Farrell es va celebrar a casa seva. Veïns durant molt de temps, Fabray es va associar amb la campanya de Ronald Reagan per a la governació de Califòrnia el 1966.
Va ser hospitalitzada durant gairebé dues setmanes després de quedar inconscient per una caiguda de tubs entre bastidors durant una retransmissió en directe de Caesar's Hour el 1955. El públic de l'estudi va sentir els seus crits i a Sid Caesar li havien dit al principi que havia resultat morta en l'estrany accident. Fabray va patir una commoció cerebral greu juntament amb un deteriorament temporal de la visió i fotosensibilitat/fotofòbia associades. Més tard, es va adonar que només havia evitat ser empalada directament a causa de la posició en què es trobava en aquell moment (inclinant-se en lloc de posar-se dret). El 1978, durant el rodatge de Harper Valley PTA, Fabray va patir una segona commoció cerebral important quan va ser tombada, colpejant-se el coll a la vorera i la part posterior del cap contra una roca. L'accident va ser causat quan un elefant viu que apareixia a la pel·lícula es va estampar quan un espectador civil borratxo, que havia passat per un carrer bloquejat al plató, es va espantar. Fabray va patir una pèrdua de memòria i problemes visuals associats com el nistagme, però encara va haver d'acabar les seves escenes (és a dir, una persecució en cotxe) a la pel·lícula, per a la qual encara no s'havia acabat el rodatge. Havia de ser dirigida i entrenada de prop, dient-se-li línia per línia, ja que no podia recordar cap de les seves línies o senyals a causa de la commoció cerebral. També va haver de ser filmada només des d'angles específics per emmascarar els moviments oculars anormals evidents que la commoció cerebral havia provocat temporalment.

## Activisme
Va ser durant molt temps defensora de la consciència auditiva i del suport als sords, es va asseure a les taules i va parlar en moltes funcions relacionades. Defensora avançada de la comunicació total i de l'ensenyament del llenguatge i la comunicació sords de qualsevol manera possible, inclosa la llengua de signes nord-americana i no només el mètode d'oralisme de l'època, Fabray va ser un dels, si no el primer, a utilitzar la llengua de signes a la televisió en directe, cosa que va continuar mostrant en molts programes en els quals va fer aparicions, com ara Carol Burnett Show, Match Game ‘73, i I’ve Got a Secret. Fins i tot va contribuir amb la història a un episodi sencer de 1982 ]de One Day at a Time, que es va centrar en la consciència i acceptació de la pèrdua auditiva, les opcions de tractament i el llenguatge de signes. Fabray va aparèixer en un comercial informatiu de 1986 per a dispositius auditius i productes de suport per a la sordesa per a House Ear Institute. L'any 2001, va escriure a la columnista Dear Abby sobre la forta música de fons reproduïda als programes de televisió. Membre fundadora de l'Institut Nacional de Subtítols, també va ser un dels primers grans noms a conscienciar sobre la necessitat dels subtítols dels mitjans de comunicació.
De la mateixa manera, després de la mort del seu segon marit, Randy MacDougall, Fabray també va començar a conèixer les tribulacions associades a la mort del cònjuge i va començar a conscienciar sobre la necessitat de canvis a la llei per a vídues i vidus.Va centrar els seus darrers anys en fer campanyes pels drets de les vídues, especialment pel que fa a les lleis d'herència de les dones, impostos i protecció de béns

## Mort
Nanette Fabray va morir el 22 de febrer de 2018 a la residència d'avis de Canterbury a Califòrnia als 97 anys per causes naturals.

## Honors
Nanette Fabray, guanyadora del premi Tony i tres vegades del Primetime Emmy, té una estrella al Passeig de la Fama de Hollywood. El 1986, va rebre un premi Life Achievement del Screen Actors Guild .
Va guanyar un premi Golden Apple del Hollywood Women's Press Club el 1960 juntament amb Janet Leigh per ser l'actriu més cooperativa.
Va rebre el premi al servei distingit del president i el premi humanitari Eleanor Roosevelt pels seus llargs esforços en nom de les persones sordes.

## Crèdits professionals

### Cinema
| Any  | Títol                                                   | Rol                         |
| ---- | ------------------------------------------------------- | --------------------------- |
| 1939 | The Private Lives of Elizabeth and Essex                | Mistress Margaret Radcliffe |
| 1939 | A Child Is Born                                         | Gladys Norton               |
| 1939 | The Monroe Doctrine                                     | Rosita De La Torre          |
| 1953 | Melodies de Broadway (The Band Wagon)                   | Lily Marton                 |
| 1960 | The Subterraneans                                       | Society Woman               |
| 1969 | Amb els ulls tancats (The Happy Ending)                 | Agnes                       |
| 1970 | The Cockeyed Cowboys of Calico County                   | Sadie                       |
| 1978 | Harper Valley PTA                                       | Alice Finley                |
| 1981 | Amy                                                     | Malvina                     |
| 1989 | The McFalls (aka Personal Exemptions)                   | Mildred McFall              |
| 1994 | Teresa's Tattoo                                         | Martha Mae                  |
| 2003 | Broadway: The Golden Age, by the Legends Who Were There | Ella mateixa                |

### Televisió
| Any       | Títol                            | Rol                                             | Notes                                                     |
| --------- | -------------------------------- | ----------------------------------------------- | --------------------------------------------------------- |
| 1954–1956 | Caesar's Hour                    | Ella mateixa                                    |                                                           |
| 1959      | Laramie                          | Essie Bright                                    | Episodi: "Glory Road"                                     |
| 1960      | Startime                         | Sally                                           | Episodi: "The Nanette Fabray Show, or Help Me, Aphrodite" |
| 1961      | The Nanette Fabray Show          | Nanette "Nan" McGovern                          | 26 Episodis                                               |
| 1966      | Alice Through the Looking Glass  | The White Queen                                 | TV Movie                                                  |
| 1966      | Fame Is the Name of the Game     | Pat                                             | TV Movie                                                  |
| 1967–1972 | The Carol Burnett Show           | Ella mateixa                                    | 13 Episodis                                               |
| 1970      | George M!                        | Helen Costigan "Nellie" Cohan                   | TV Movie                                                  |
| 1970      | But I Don't Want to Get Married! | Mrs. Vale                                       | TV Movie                                                  |
| 1972      | Magic Carpet                     | Virginia Wolfe                                  | TV Movie                                                  |
| 1972      | The Couple Takes a Wife          | Marion Randolph                                 | TV Movie                                                  |
| 1972      | The Mary Tyler Moore Show        | Dottie Richards                                 | 2 Episodis                                                |
| 1974      | Happy Anniversary and Goodbye    | Fay                                             | TV Movie                                                  |
| 1977      | Maude                            | Katie Malloy                                    | Episodi: "Maude's Reunion"                                |
| 1978–1981 | The Love Boat                    | Shirley Simpson / Mitzy Monroe / Maggie O'Brian | 3 Episodis                                                |
| 1979–1984 | One Day at a Time                | Grandma Katherine Romano                        | 42 Episodis                                               |
| 1979      | The Man in the Santa Claus Suit  | Dora Dayton                                     | TV Movie                                                  |
| 1983–1986 | Hotel                            | Harriet Gold / Maggie Lewis                     | 2 Episodis                                                |
| 1989      | The Munsters Today               | Dottie                                          | Episodi: "Computer Mating"                                |
| 1990–1994 | Coach                            | Mildred Armstrong                               | 3 Episodis                                                |
| 1991      | Murder, She Wrote                | Emmaline Bristow                                | Episodi: "From the Horse's Mouth"                         |
| 1993      | The Golden Palace                | Fern                                            | Episodi: "Rose and Fern"                                  |

### Teatre
- The Miracle (1939)
- Six Characters in Search of an Author (1939)
- The Servant of Two Masters (1939)
- Meet the People (1940)
- Let's Face It! (1941)
- By Jupiter (1942) (replacement for Constance Moore)
- My Dear Public (1943)
- Jackpot (1944)
- Bloomer Girl (1945; 1947; 1949)
- High Button Shoes (1947)
- Love Life (1948)
- Arms and the Girl (1950)
- Make a Wish (1951)
- Mr. President (1962)
- No Hard Feelings (1973)
- Applause (1973)
- Plaza Suite (1975)
- Wonderful Town (1975)
- The Secret Affairs of Mildred Wild (1977)
- Call Me Madam (1979)
- Cactus Flower (1984)
- Prince of Central Park (1989) (replacement for Jo Anne Worley)
- The Bermuda Avenue Triangle (1997)